# Hedysarum perrauderianum
Hedysarum perrauderianum är en ärtväxtart som beskrevs av Ernest Saint-Charles Cosson och Michel Charles Durieu de Maisonneuve. Hedysarum perrauderianum ingår i släktet buskväpplingar, och familjen ärtväxter. Inga underarter finns listade i Catalogue of Life.